# ذخیره پلاسری

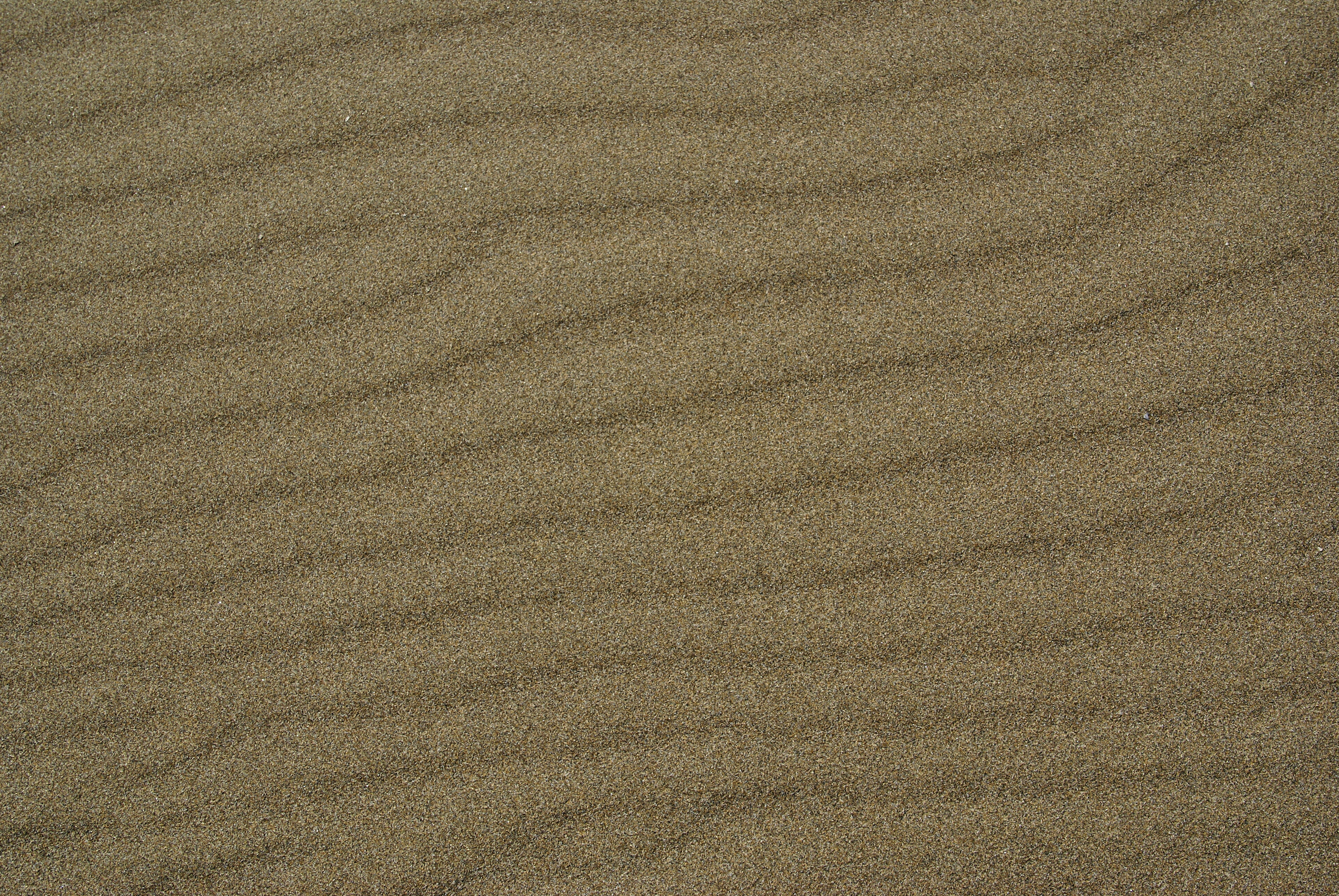
کانی‌های سنگین (سیاه) ذخایر پلاسری را در امتداد موج‌نقش‌ها پدید می‌آورند.

ذخیره پلاسرییا نهشته پلاسری (انگلیسی: Placer deposit) در زمین‌شناسی به تجمعی از مواد معدنی با ارزش گفته می‌شود که در اثر جداسازی گرانشی از یک سنگ منبع خاص در طی فرایندهای رسوبی ایجاد شده‌اند. این اصطلاح از واژه placer در زبان اسپانیایی به معنای ماسه آبرفتی گرفته شده‌است. معدن‌کاری پلاسری یکی از منابع مهم برداشت طلا است و تکنیک اصلی مورد استفاده در سال‌های اولیه بسیاری از تب‌های طلا، از جمله تب طلا در کالیفرنیا بود. انواع ذخایر پلاسری عبارت است از پلاسرهای آبرفتی، هوارفتی، پلاسرهای ساحلی، پلاسرهای بادی و پلاسرهای دیرینه.

مواد پلاسری باید هم متراکم و هم در برابر فرآیندهای هوازدگی مقاوم باشند. ذرات معدنی برای تجمع در پلاسرها، باید دارای وزن مخصوص بالای ۲٫۵۸ باشند.
محیط‌های پلاسری معمولاً حاوی ماسه سیاه هستند که یک مخلوط سیاه براق آشکار از اکسیدهای آهن و به‌طور عمده مگنتیت به‌همراه مقادیر متغیر ایلمنیت و هماتیت است. اجزای معدنی ارزشمندی که اغلب در ماسه‌های سیاه یافت می‌شوند عبارتند از: مونازیت، روتیل، زیرکن، کرومیت، ولفرامیت و کاسیتریت.
فعالیت‌های اولیه استخراج معدن احتمالاً در نتیجه ذخایر پلاسری بوده‌است زیرا این ذخایر به راحتی در دسترس و اندازه آن‌ها بالقوه زیاد بوده‌است. رویدادهایی که به عنوان تب‌های طلا یا الماس شناخته می‌شوند، ناشی از ذخایر پلاسری بوده و ثابت شده‌است که این ذخایر فراوان هستند.